# Caio Alexandre
Caio Alexandre Souza e Silva (Duque de Caxias, 24 de fevereiro de 1999) é um futebolista brasileiro que atua como volante. Atualmente joga pelo Bahia.

## Carreira

### Botafogo
Chegou nas categorias de base do Botafogo em 2014. Em 19 de setembro de 2019, foi promovido ao time profissional. Fez sua estreia pela equipe principal na primeira rodada do Campeonato Carioca 2020, contra o Volta Redonda, e o seu primeiro gol foi diante da Cabofriense.
Em 15 de abril de 2020, renovou seu contrato com o clube carioca até 2022. Em 12 de Março de 2021, o Botafogo Anunciou a venda do jogador.

### Vancouver Whitecaps
Em 12 de março de 2021, Caio Alexandre ingressou no Vancouver Whitecaps, clube da Major League Soccer.  Em agosto de 2021, ele sofreu uma fratura no pé esquerdo e foi submetido a uma cirurgia com sucesso.
Em abril de 2022, ele sofreu uma fratura na mão esquerda. Em 27 de julho de 2022, foi campeão do Campeonato Canadense 2022.

### Fortaleza
Em 15 de setembro de 2022, o Fortaleza anunciou o empréstimo do atleta. No dia 24 de dezembro de 2022, o Fortaleza renovou o contrato de empréstimo do meio-campista até 31 de dezembro de 2023.
Em 8 de abril de 2023, foi campeão do Campeonato Cearense 2023. O clube empatou com o Ceará em 2-2, mas conquistou o título por levar vantagem no placar agregado.

### Bahia
No dia 15 de janeiro de 2024, o Bahia superou a concorrência de Palmeiras e Corinthians e fechou a contratação de Caio Alexandre, por 24,3 milhões de reais, por 100% do atleta, se tornando a maior compra do futebol nordestino.
Caio Alexandre encerrou a temporada 2024, com 64 jogos na temporada e foi o jogador com mais participações pelo clube. Ele também é quem mais começou partidas como titular, mas dividiu esse posto com Jean Lucas.

## Títulos
Vancouver Whitecaps
- Campeonato Canadense: 2022

Fortaleza
- Campeonato Cearense: 2023

Bahia
- Campeonato Baiano: 2025[16]

### Prêmios individuais
- Seleção do Campeonato Baiano: 2024